# Fresno Stars
I Fresno Stars sono stati una franchigia di pallacanestro della WBA, con sede a Fresno, in California, attivi nella stagione 1978-79.
Terminarono il loro unico campionato con un record di 25-23. Scomparvero alla fine della stagione.

## Stagioni
| Stagione | Lega | Denominazione | V  | P  | %    | Piazzamento | Play-off |
| -------- | ---- | ------------- | -- | -- | ---- | ----------- | -------- |
| 1978-79  | WBA  | Fresno Stars  | 25 | 23 | 52,1 | 4º          |          |